# Polizeiruf 110: Matrosenbraut
Matrosenbraut ist ein deutscher Kriminalfilm von (Regisseurin) Christine Hartmann aus dem Jahr 2006. Der Fernsehfilm erschien als 276. Folge der Filmreihe Polizeiruf 110. Die Kommissare Hinrichs und Tellheim ermittelten in ihrem ersten gemeinsamen  Fall.

## Handlung
Als Hauptkommissar Jens Hinrichs eines Morgens ins Schweriner Büro kommt, findet er einen Abschiedsbrief seines Kollegen Tobias Törner auf dem leeren Schreibtisch vor. Nur dessen Goldfisch blieb zurück. Außer der Blumenpflege und dem Anfreunden mit dem Goldfisch hat Hinrichs gerade nicht viel zu tun.
In der Hansestadt Wismar vermisst Ronny Krohm währenddessen seine Freundin Caroline Berger und spricht darüber mit Kommissar Markus Tellheim, der früher bei der Wasserschutzpolizei war und jetzt bei der Kriminalpolizei arbeitet. Um eine Vermisstenanzeige zu stellen, fehlen jedoch die Voraussetzungen und außerdem hat Tellheim eigene Sorgen, da er erst kürzlich seine eigene Schwester beerdigen musste.
Als in Wismar Carolines Leiche gefunden wird, fährt Hinrichs dorthin und soll zusammen mit Tellheim den Fall aufklären. Die Zusammenarbeit des Sachsen und seines verschlossenen Kollegen läuft zunächst schwierig an. Eine E-Mail in Carolines Computer und ein Zettel mit einer handschriftlichen Notiz führen die Ermittler zu der Vermutung, dass Caroline einen anderen Mann näher kannte, was aber ihr Freund Ronny entschieden zurückweist. Doch auch die telefonischen Kontakte führen augenscheinlich zu einem Mann.
Die Ermittlungen kommen nur langsam voran. Hinrichs vermutet, dass Klebstoffreste am kleinen Finger des Opfers eine Bedeutung für den Fall haben. Einige Tage zuvor hatten Fischer in ihrem Netz eine „Matrosenbraut“ – eine Sexpuppe – aus dem Wasser gefischt, die ein Klebeband am Finger trug. Bald zeigt sich, dass die Puppe den falschen Fischern ins Netz ging – sie war für Ronny bestimmt. Als Warnung: Lass die Finger von „meiner“ Puppe. Hinrichs untersucht mittels eigens gekaufter Sexpuppen am Hafen, warum diese in einer bestimmten Tiefe im Wasser schwamm. Dies geschieht unter großer Verwunderung von Passanten und bringt auch keinen Hinweis auf den Täter.
Die beiden Kommissare finden einfach kein Motiv für den Mord. Als Tellheim Ada Davidson, eine Freundin Carolines aus Kindertagen, im Ozeanografischen Institut Wismar aufsucht, macht er eine interessante Entdeckung. Dort gibt es einen Computer, mit dem man Schriften manipulieren kann. So kommt Stück für Stück heraus, dass Ada es war, die Caroline umgebracht hat und mehrere falsche Spuren legte, damit eine andere Person, die in Wirklichkeit nicht existiert, in Verdacht geraten sollte. Das Ziel von Ada war es, Ronny für sich allein zu haben, mit dem sie vor Jahren ein Verhältnis hatte. Sie konnte das Glück von Caroline und Ronny nicht länger ertragen.

## Hintergrund
Matrosenbraut wurde 2005 in Berlin und Wismar gedreht. Die Kostüme des Films schuf Dorothée Kriener. Der Film erlebte am 30. April 2006 im Ersten seine Fernsehpremiere.

## Kritik
Tilmann P. Gangloff schreibt zu diesem Krimi auf Kino.de: „Wären Fernsehpreise Meisterschaften, Beate Langmaack würde spielend Jahr für Jahr ihren Titel verteidigen. 2005 wurde sie für die ‚Gestaltung und Weiterentwicklung‘ der NDR-‚Polizeiruf 110‘-Filme aus Schwerin gemeinsam mit den beiden Hauptdarstellern Steimle und Hübchen mit einem Grimme-Preis ausgezeichnet. Nun erinnert an Hübchen allein noch der Goldfisch, den Tobias Törner seinem Kollegen Hinrichs hinterlassen hat.“
Bei tittelbach.tv wertet Rainer Tittelbach: „Uwe Steimle ist bestens aufgelegt – und Felix Eitner, ein toller Mime, dem man so viel Charisma wie Hübchen aber nicht zutraut, überzeugt auf der ganzen Linie. Sein Tellheim macht neugierig auf mehr.“